# Matrox Imaging
Matrox Imaging ist ein Geschäftsbereich der Matrox Electronic Systems Ltd. (kurz Matrox) und entwickelt beziehungsweise vertreibt Hard- und Softwarekomponenten für die medizinische und wissenschaftliche Bildverarbeitung sowie die Überwachungstechnik.
Das Produktspektrum beinhaltet Framegrabber, Intelligente Kameras, Embedded Systeme, Hochleistungsrechner sowie eine Bildverarbeitungsbibliothek namens Matrox Imaging Library.
Der Hauptstandort befindet sich in Dorval (Québec) nahe Montreal. Matrox Imaging unterhält darüber hinaus Vertriebsbüros in England, Irland und auch Deutschland.

## Geschichte
Nach ihrer Gründung präsentierte Matrox Anfang der 1980er Jahre den ersten Framegrabber namens FG-01. Dieser integrierte den ersten von TRW produzierten 8-Bit Analog/Digital-Wandler. Die Multibus-Karte wurde zusammen mit einer Matrox Grafikkarte RGB-256 verwendet und erlaubte die Digitalisierung eines monochromen Halbbildes, welches anschließend über die Grafikkarte angezeigt werden konnte. Wenig später folgte der Nachfolger namens VAF-512, der zusammen mit der Grafikkarte RGB-Graph bereits 8 Bit Vollbilder digitalisieren, anzeigen und abspeichern konnte. Ergänzt wurde das System mit dem alphanumerischen Farbvideocontroller RGB-Alpha, ebenfalls von Matrox Graphics.
1984 folgte der erste „all-in-one“ Framegrabber MIP-512, ebenfalls für Multibus. Das Board beinhaltete Videodigitizer, Bildspeicher, Videoausgang, sowie eine ALU für Onboard-Vorverarbeitung. Später wurde das Board als VIP-512 für den VMEbus neu aufgelegt. Anwender waren hauptsächlich Forschungseinrichtungen und wissenschaftliche Institute. Ein Jahr später erfolgte der Einstieg in die damals neue PC/AT-Plattform mit dem Framegrabber PIP-512.
1987 wurde die MVP-AT vorgestellt, ein hardwarebeschleunigter Framegrabber der es erstmals ermöglichte mit vier Boards sowohl Schwarzweiß- als auch Farbbilder zu erfassen, wiederzugeben sowie einfache Bildverarbeitungsoperationen durchzuführen. Ein optionaler Chip ermöglichte Punkt zu Punkt Operationen und das Errechnen von Histogrammen. Ebenfalls wurde die erste Bildverarbeitungsbibliothek von Matrox mitgeliefert, die einige morphologische Operationen implementierte.

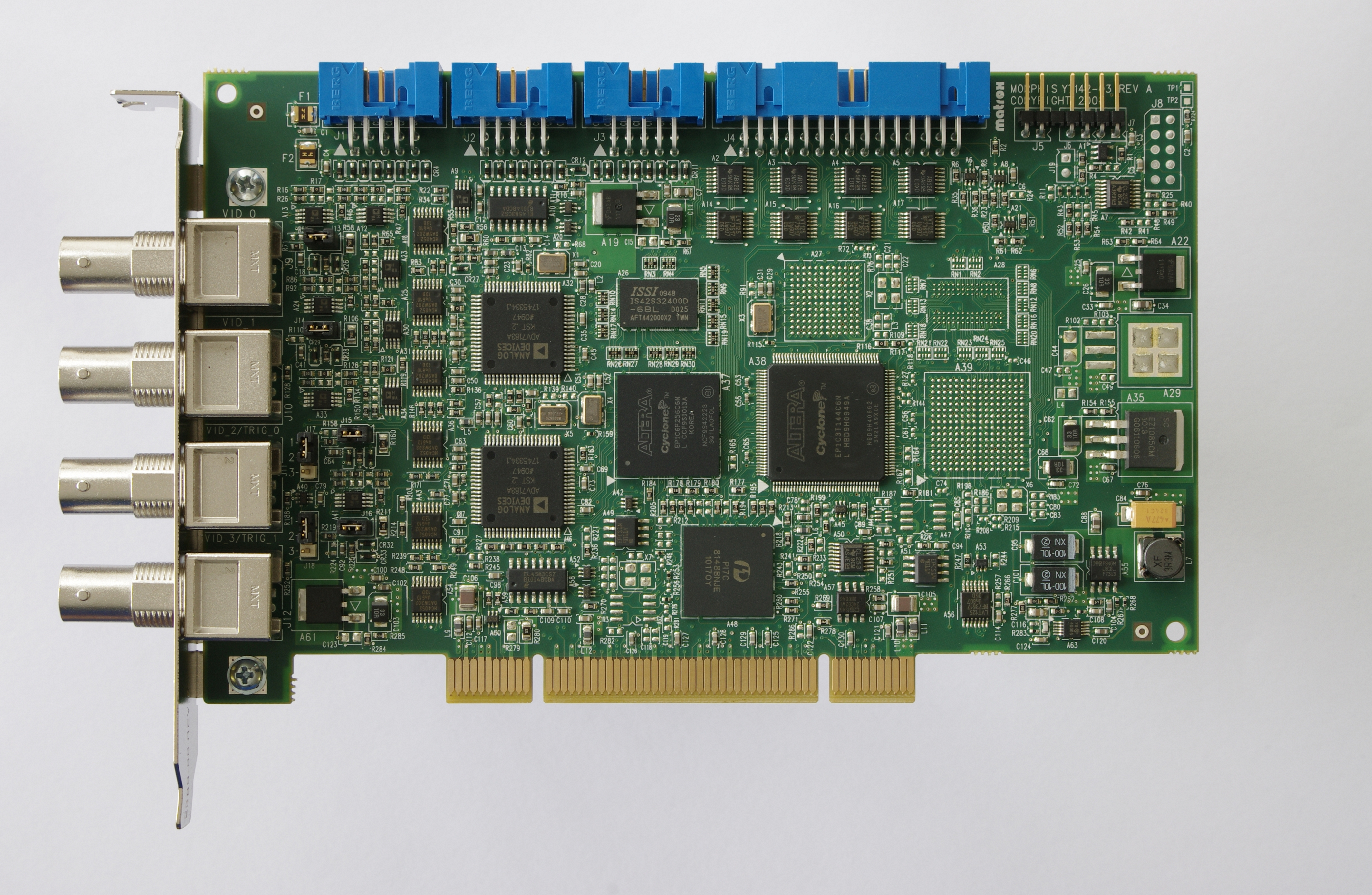
Matrox Morphis Framegrabber

Zwei Jahre später kam die Image Serie auf den Markt, abermals mit Onboard Bildverarbeitung, allerdings erstmals mit vier ASICs. Ebenso wurde wieder eine Bildverarbeitungsbibliothek für das Board mitgeliefert. Anfangs basierte die Image Serie auf dem ISA Bus, wurde Anfang der 90er Jahre, aber auf das schnellere EISA portiert.
1993 wurde die erste Version der Matrox Imaging Library veröffentlicht, diesmal als hardwareunabhängige Bildverarbeitungsbibliothek für 16-Bit Windows bzw. DOS. 1994 und 1995 kamen die ersten PCI basierten Framegrabber Comet, Meteor (I und II) sowie Pulsar auf den Markt – entwickelt für 32-Bit Betriebssysteme, ebenso wie die 1995 vorgestellte Version 3.0 der Matrox Imaging Library für 32-Bit Windows.
1996 folgte die Genesis-Serie mit Onboard-Bildverarbeitung, die den Texas Instruments TMS320C80 DSP integrierte, ebenso wie einen erneuten ASIC von Matrox. Neben analogen Quellen beherrschten diese Grabber auch die digitalen Schnittstellen RS422 und LVDS.
In den darauf folgenden Jahren folgten zusätzliche Weiterentwicklungen, unter anderem für das digitale Camera-Link-Interface. Zwischen 1996 und 2001 hat Matrox nach eigener Aussage mehr als 250.000 Framegrabber verkauft.
1999 veröffentlichte Matrox ihr erstes Embedded System namens 4Sight. 2004 wurde die erste intelligente Kamera von Matrox namens Iris vorgestellt. Die Matrox Imaging Library ist inzwischen für Windows XP, Windows Vista/Windows 7 und Linux verfügbar. Mitte 2009 veröffentlichte Matrox ein Hochleistungsrechner-System (HPC) namens Supersight.

## Trivia
Für den analogen Meteor II Multichannel Framegrabber existierte bereits im Jahre 2001 ein inoffizieller Video4Linux Treiber, entwickelt von der Firma emlix, eine Entwicklerversion ist bei Sourceforge gehostet. Für den ebenfalls analogen CronosPlus Framegrabber, mit dem weitverbreiteten Philips SAA7130 Decoder, existiert ein nativer Video4Linux Treiber.